# 1809 Prometheus
1809 Prometheus là một tiểu hành tinh vành đai chính có cùng tên với một Mặt Trăng ít được biết đến của Sao Thổ, Prometheus.